# Карапузы
«Карапузы» (англ. The Rugrats Movie) — полнометражный мультипликационный фильм совместного производства студий Nickelodeon Movies, Klasky Csupo и Paramount Pictures, созданный в 1998 году по мотивам и на основе персонажей мультипликационного сериала «Ох уж эти детки!». В 2000 году вышло продолжение — «Карапузы в Париже».

## Сюжет
Малыша Томми и его верных друзей — Чаки Финстера, близняшек Фила и Лила Девиль ждут невероятные и головокружительные приключения. Все началось с того, что у Томми родился братик Дилан.
Томми он очень не понравился, как, впрочем, и его сорванцам-приятелям. Посовещавшись, компания приняла решение: вернуть крошку Дилана туда, откуда он взялся — в родильное отделение больницы.
Прихватив Дилана, ребятишки отправились в путешествие, но потерялись в дремучем лесу. Смогут ли карапузы найти дорогу домой? Поладят ли Томми и Дилан?